# Santo Antônio do Palma
Santo Antônio do Palma é um município brasileiro do estado do Rio Grande do Sul.

## História
A origem de seu nome vem do padroeiro Santo Antônio e Palma, nome da família fundadora do município. Foi colonizado por imigrantes italianos e poloneses.
Distrito criado com a denominação de Santo Antônio, pela Lei Estadual nº 190, de 12 de dezembro de 1962, subordinado ao município de Casca. Elevado à categoria de município com a denominação de Santo Antônio do Palma, pela Lei Estadual nº 9.591, de 20 de março de 1992.
O município é constituído de quatro distritos: Santo Antônio do Palma, Montes Carpatos, Santa Terezinha e São José.